# Beranovské skály
Beranovské skály je soustava skal u Malého Beranova nad řekou Jihlavou, v těsné blízkosti cyklotrasy Jihlava – Třebíč – Raabs (cyklotrasa 26) a červeně značené turistické trasy z Malého Beranova na Luka nad Jihlavou. Nejznámější je asi 20 m vysoká žulová skála, která je vyhledávaná horolezci. V letech 1981–1983 zde jihlavští horolezci vytyčili většinu lezeckých cest. Po roce 2010 došlo k přejištění cest, čímž se přejištitelé dostali do sporu s prvovýstupci. Dnes se zde nachází asi 30 původních cest a okolo patnácti nových linií, které v některých případech vedou i přes původní cesty. Spodní část skály, která je převislá, je využívána na bouldering.
Horolezecká činnost je zde doložena od 80. let 20. století. Od vzniku Horolezeckého oddílu při TJ Spartak Jihlava byla skála používána jako lezecký cvičný terén. První prvovýstupy pocházejí z doby vytyčení původních cest. Z jihlavských horolezců jsou se skálou spojeni především K. Sýkora, Z. Láník, K. Neubauer a J. Svoboda.
Vlastní skála také posloužila vyznavačům geocachingu.